# Dorcadion mosqueruelense
Dorcadion mosqueruelense är en skalbaggsart som beskrevs av Escalera 1902. Dorcadion mosqueruelense ingår i släktet Dorcadion och familjen långhorningar. Inga underarter finns listade i Catalogue of Life.